# 梅普爾伍德 (密蘇里州)
梅普爾伍德（英語：Maplewood）是位於美國密蘇里州聖路易斯縣的城市。

## 人口
根據2020年美國人口普查的數據，梅普爾伍德的面積為4.05平方千米，皆為陸地。當地共有人口8269人，而人口密度為每平方千米2,042人。